# Spisy Serbskeho instituta
 серија је монографија о истраживањима Лужичких Срба, коју објављује Лужичкосрпски институт од 1954. године.
Први књига серије Spisy Instituta za serbski ludospyt — први том „Историје лужичкосрпске писмености” Р. Јенча — изашла је 1954. године. Од 1954. до 1991. године објављено је 58 томова. Од 1992. до 2018. године (под именом Spisy Serbskeho instituta) објављено је 66 томова. Аутори монографија су сарадници Лужичкосрпског института и сорабисти Немачке и других земаља. Од 1992. године у издавачком предузећу „Домовина” монографије излази три пута годишње, углавном на немачком или лужичкосрпским језицима.